# Assjön (Askeryds socken, Småland)
Assjön är en sjö i Aneby kommun och Nässjö kommun i Småland och ingår i Motala ströms huvudavrinningsområde. Sjön har en area på 4,79 kvadratkilometer och ligger 252 meter över havet. Sjön avvattnas av vattendraget Bulsjöån.

## Delavrinningsområde
Assjön ingår i det delavrinningsområde (640840-144928) som SMHI kallar för Utloppet av Assjön. Avrinningsområdets medelhöjd är 274 meter över havet och ytan är 29,48 kvadratkilometer. Det finns inga delavrinningsområden uppströms utan avrinningsområdet är högsta punkten. Bulsjöån som avvattnar avrinningsområdet har biflödesordning 3, vilket innebär att vattnet flödar genom totalt 3 vattendrag innan det når havet efter 233 kilometer. Delavrinningsområdet består mestadels av skog (53 procent) och jordbruk (17 procent). Avrinningsområdet har 5,72 kvadratkilometer vattenytor vilket ger det en sjöprocent på 19,4 procent.